# 八雲神社 (鎌倉市山ノ内)

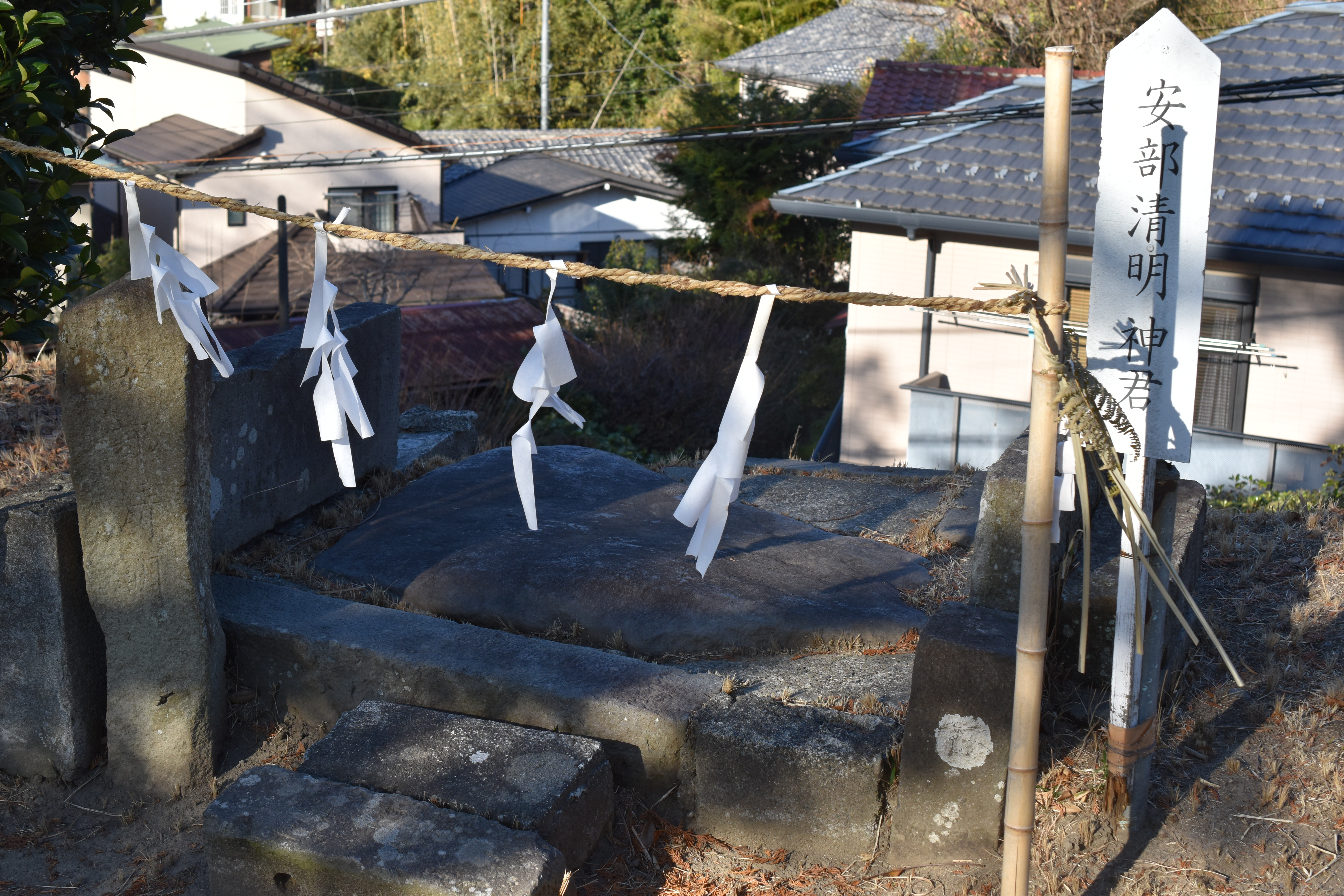
境内にある「晴明石」

八雲神社（やくもじんじゃ）は、神奈川県鎌倉市山ノ内にある神社。山ノ内八雲神社とも呼ばれる。
現在は同市内にある御霊神社の兼務社になっている。

## 歴史
文明年間（1469年 - 1487年）に創建された。関東管領上杉憲房が祇園神を勧請したという。かつてこの地では、1224年（元仁元年）に疫病退散の神事「四角四境祭」が執り行われた場所という。
現在の本殿は1846年（弘化3年）に建てられたものである。

## 文化財
- 面と衣裳、24点（鎌倉市指定有形文化財、1962年〈昭和37年〉9月11日指定）[4]
- 庚申塔（寛文五年銘）（鎌倉市指定有形文化財、1965年〈昭和40年〉3月30日指定）[4]

## 面掛行列
現在、仮面を付けた行列が歩く面掛行列という神事は鎌倉市坂ノ下の御霊神社でのみ行われているが、江戸時代には山ノ内八雲神社でも行われていた（前項の文化財「面と衣裳」はこれにまつわるもの）。また、60年に1度開かれる円覚寺の洪鐘弁天大祭でも八雲神社の面掛行列として参加している。

## 交通アクセス
- JR北鎌倉駅より徒歩7分。